# Elena Víboras
Pour les articles homonymes, voir Víbora.
Elena Víboras Jiménez, née en 1956 à Alcalá la Real,  est une femme politique espagnole membre du Parti socialiste ouvrier espagno (PSOE).

## Biographie

### Formation
Elena Víboras est titulaire d'un master en santé publique obtenu à l'École andalouse de la Santé publique. Elle est docteur en médecine et chirurgie et exerce en tant que médecin spécialisé dans les premiers secours de 1982 à 1996.

## Activités politiques
Elle est députée au Parlement d'Andalousie de 1994 à 2004 où elle est la porte-parole de son groupe parlementaire sur les questions relatives à la santé. Elle est élue sénatrice pour la circonscription de Jaén lors des élections générales de 2004. Au sénat, elle fait partie du bureau de la commission de la Santé. Elle est élue maire d'Alcalá la Real en juin 2007 et le reste jusqu'en septembre 2013 ; date à laquelle elle est nommée conseillère à l'Agriculture, à la Pêche et au Développement rural de la Junte d'Andalousie.
Le 1er juillet 2015, elle est désignée sénatrice par le Parlement d'Andalousie en représentation de l'Andalousie.